# Campionati mondiali di beach volley 2015 - Torneo maschile
Il torneo maschile dei Campionati mondiali di beach volley 2015 si svolge dal 26 giugno al 5 luglio 2015 nei Paesi Bassi.

## Fase a gironi

### Girone A

#### Risultati
| 26 giugno 2015 Hofvijver, L'Aia Durata: 0h:34 - Spettatori: | Nummerdor-Varenhorst   | 2 - 0 | Tato-Pepe              | 21-13, 21-13        |
| 27 giugno 2015 Hofvijver, L'Aia Durata: 0h:53 - Spettatori: | Kadziola-Szalankiewicz | 1 - 2 | Gonzalez-Nivaldo       | 22-20, 13-21, 12-15 |
| 28 giugno 2015 Hofvijver, L'Aia Durata: 0h:47 - Spettatori: | Nummerdor-Varenhorst   | 2 - 1 | Kadziola-Szalankiewicz | 21-18, 14-21, 15-12 |
| 29 giugno 2015 Hofvijver, L'Aia Durata: 0h:38 - Spettatori: | Tato-Pepe              | 0 - 2 | Gonzalez-Nivaldo       | 11-21, 20-22        |
| 30 giugno 2015 Hofvijver, L'Aia Durata: 0h:32 - Spettatori: | Kadziola-Szalankiewicz | 2 - 0 | Tato-Pepe              | 21-6, 21-11         |
| 30 giugno 2015 Hofvijver, L'Aia Durata: 0h:52 - Spettatori: | Nummerdor-Varenhorst   | 2 - 1 | Gonzalez-Nivaldo       | 21-17, 18-21, 16-14 |

#### Classifica
| Pos | Squadra                | Pt | G | V | P | SV | SP | Ratio | PF  | PS  | Ratio |
| --- | ---------------------- | -- | - | - | - | -- | -- | ----- | --- | --- | ----- |
| 1   | Nummerdor-Varenhorst   | 6  | 3 | 3 | 0 | 6  | 2  | 3.000 | 147 | 129 | 1.140 |
| 2   | Gonzalez-Nivaldo       | 5  | 3 | 2 | 1 | 5  | 3  | 1.667 | 151 | 133 | 1.135 |
| 3   | Kadziola-Szalankiewicz | 4  | 3 | 1 | 2 | 4  | 4  | 1.000 | 140 | 123 | 1.138 |
| 4   | Tato-Pepe              | 3  | 3 | 0 | 3 | 0  | 6  | 0.000 | 74  | 127 | 0.583 |

### Girone B

#### Risultati
| 27 giugno 2015 Piazza Dam, Amsterdam Durata: 0h:38 - Spettatori: | Kapa-McHugh         | 2 - 0 | Sidorenko-Dyachenko | 21-18, 21-12        |
| 27 giugno 2015 Piazza Dam, Amsterdam Durata: 0h:33 - Spettatori: | Doherty-Mayer       | 2 - 0 | O'Dea-Watson        | 21-16, 21-13        |
| 28 giugno 2015 Piazza Dam, Amsterdam Durata: 0h:42 - Spettatori: | Kapa-McHugh         | 2 - 0 | O'Dea-Watson        | 21-19, 21-17        |
| 28 giugno 2015 Piazza Dam, Amsterdam Durata: 0h:53 - Spettatori: | Doherty-Mayer       | 2 - 1 | Sidorenko-Dyachenko | 21-15, 16-21, 17-15 |
| 29 giugno 2015 Piazza Dam, Amsterdam Durata: 0h:43 - Spettatori: | Sidorenko-Dyachenko | 0 - 2 | O'Dea-Watson        | 24-26, 15-21        |
| 29 giugno 2015 Piazza Dam, Amsterdam Durata: 0h:39 - Spettatori: | Doherty-Mayer       | 2 - 0 | Kapa-McHugh         | 21-14, 21-19        |

#### Classifica
| Pos | Squadra             | Pt | G | V | P | SV | SP | Ratio | PF  | PS  | Ratio |
| --- | ------------------- | -- | - | - | - | -- | -- | ----- | --- | --- | ----- |
| 1   | Doherty-Mayer       | 6  | 3 | 3 | 0 | 6  | 1  | 6.000 | 138 | 113 | 1.221 |
| 2   | Kapa-McHugh         | 5  | 3 | 2 | 1 | 4  | 2  | 2.000 | 117 | 108 | 1.083 |
| 3   | O'Dea-Watson        | 4  | 3 | 1 | 2 | 2  | 4  | 0.500 | 112 | 123 | 0.911 |
| 4   | Sidorenko-Dyachenko | 3  | 3 | 0 | 3 | 1  | 6  | 0.167 | 120 | 143 | 0.839 |

### Girone C

#### Risultati
| 27 giugno 2015 Market Square, Apeldoorn Durata: 0h:36 - Spettatori: | Alison-Bruno Schmidt | 2 - 0 | Court-Schumann   | 21-17, 21-18        |
| 27 giugno 2015 Market Square, Apeldoorn Durata: 0h:46 - Spettatori: | Doppler-Horst        | 1 - 2 | Jefferson-Cherif | 21-14, 15-21, 13-15 |
| 28 giugno 2015 Market Square, Apeldoorn Durata: 0h:34 - Spettatori: | Doppler-Horst        | 2 - 0 | Court-Schumann   | 21-13, 21-12        |
| 28 giugno 2015 Market Square, Apeldoorn Durata: 0h:54 - Spettatori: | Alison-Bruno Schmidt | 2 - 1 | Jefferson-Cherif | 23-25, 21-14, 15-11 |
| 29 giugno 2015 Market Square, Apeldoorn Durata: 0h:43 - Spettatori: | Jefferson-Cherif     | 0 - 2 | Court-Schumann   | 19-21, 24-26        |
| 29 giugno 2015 Market Square, Apeldoorn Durata: 0h:37 - Spettatori: | Alison-Bruno Schmidt | 2 - 0 | Doppler-Horst    | 21-19, 21-14        |

#### Classifica
| Pos | Squadra              | Pt | G | V | P | SV | SP | Ratio | PF  | PS  | Ratio |
| --- | -------------------- | -- | - | - | - | -- | -- | ----- | --- | --- | ----- |
| 1   | Alison-Bruno Schmidt | 6  | 3 | 3 | 0 | 6  | 1  | 6.000 | 143 | 118 | 1.212 |
| 2   | Doppler-Horst        | 4  | 3 | 1 | 2 | 3  | 4  | 0.750 | 124 | 117 | 1.060 |
| 3   | Jefferson-Cherif     | 4  | 3 | 1 | 2 | 3  | 5  | 0.600 | 143 | 155 | 0.923 |
| 4   | Court-Schumann       | 4  | 3 | 1 | 2 | 2  | 4  | 0.500 | 107 | 127 | 0.843 |

### Girone D

#### Risultati
| 27 giugno 2015 SS Rotterdam, Rotterdam Durata: 0h:26 - Spettatori: | Fijalek-Prudel     | 2 - 0 | Usama-Ayman        | 21-2, 21-9   |
| 27 giugno 2015 SS Rotterdam, Rotterdam Durata: 0h:42 - Spettatori: | Binstock-Schachter | 0 - 2 | Henriquez-Fañe     | 17-21, 16-21 |
| 28 giugno 2015 SS Rotterdam, Rotterdam Durata: 0h:28 - Spettatori: | Binstock-Schachter | 2 - 0 | Usama-Ayman        | 21-10, 21-10 |
| 28 giugno 2015 SS Rotterdam, Rotterdam Durata: 0h:39 - Spettatori: | Fijalek-Prudel     | 2 - 0 | Henriquez-Fañe     | 21-17, 21-15 |
| 30 giugno 2015 SS Rotterdam, Rotterdam Durata: 0h:26 - Spettatori: | Henriquez-Fañe     | 2 - 0 | Usama-Ayman        | 21-10, 21-6  |
| 30 giugno 2015 SS Rotterdam, Rotterdam Durata: 0h:54 - Spettatori: | Fijalek-Prudel     | 0 - 2 | Binstock-Schachter | 25-27, 18-21 |

#### Classifica
| Pos | Squadra            | Pt | G | V | P | SV | SP | Ratio | PF  | PS  | Ratio |
| --- | ------------------ | -- | - | - | - | -- | -- | ----- | --- | --- | ----- |
| 1   | Fijalek-Prudel     | 5  | 3 | 2 | 1 | 4  | 2  | 2.000 | 127 | 91  | 1.396 |
| 2   | Henriquez-Fañe     | 5  | 3 | 2 | 1 | 4  | 2  | 2.000 | 116 | 91  | 1.275 |
| 3   | Binstock-Schachter | 5  | 3 | 2 | 1 | 4  | 2  | 2.000 | 123 | 105 | 1.171 |
| 4   | Usama-Ayman        | 3  | 3 | 0 | 3 | 0  | 6  | 0.000 | 47  | 126 | 0.373 |

### Girone E

#### Risultati
| 27 giugno 2015 SS Rotterdam, Rotterdam Durata: 0h:31 - Spettatori: | Nicolai-Lupo     | 2 - 0 | Salinas-Tobar    | 21-14, 21-11 |
| 27 giugno 2015 SS Rotterdam, Rotterdam Durata: 0h:42 - Spettatori: | Brouwer-Meeuwsen | 2 - 0 | Huber-Seidl      | 21-16, 21-16 |
| 28 giugno 2015 SS Rotterdam, Rotterdam Durata: 0h:28 - Spettatori: | Nicolai-Lupo     | 2 - 0 | Huber-Seidl      | 21-14, 21-14 |
| 28 giugno 2015 SS Rotterdam, Rotterdam Durata: 0h:39 - Spettatori: | Brouwer-Meeuwsen | 2 - 0 | Salinas-Tobar    | 21-12, 21-14 |
| 30 giugno 2015 SS Rotterdam, Rotterdam Durata: 0h:26 - Spettatori: | Huber-Seidl      | 2 - 0 | Salinas-Tobar    | 21-11, 21-15 |
| 29 giugno 2015 SS Rotterdam, Rotterdam Durata: 0h:54 - Spettatori: | Nicolai-Lupo     | 0 - 2 | Brouwer-Meeuwsen | 20-22, 18-21 |

#### Classifica
| Pos | Squadra          | Pt | G | V | P | SV | SP | Ratio | PF  | PS  | Ratio |
| --- | ---------------- | -- | - | - | - | -- | -- | ----- | --- | --- | ----- |
| 1   | Brouwer-Meeuwsen | 6  | 3 | 3 | 0 | 6  | 0  | MAX   | 127 | 96  | 1.323 |
| 2   | Nicolai-Lupo     | 5  | 3 | 2 | 1 | 4  | 2  | 2.000 | 122 | 96  | 1.271 |
| 3   | Huber-Seidl      | 4  | 3 | 1 | 2 | 2  | 4  | 0.500 | 102 | 110 | 0.927 |
| 4   | Salinas-Tobar    | 3  | 3 | 0 | 3 | 0  | 6  | 0.000 | 77  | 126 | 0.611 |

### Girone F

#### Risultati
| 27 giugno 2015 Market Square, Apeldoorn Durata: 0h:51 - Spettatori: | Grimalt-Grimalt          | 1 - 2 | van Dorsten-van de Velde | 21-16, 19-21, 13-15 |
| 27 giugno 2015 Market Square, Apeldoorn Durata: 0h:38 - Spettatori: | Samoilovs-Plavins        | 2 - 0 | Koshkarev-Barsouk        | 21-18, 24-22        |
| 28 giugno 2015 Market Square, Apeldoorn Durata: 0h:37 - Spettatori: | Samoilovs-Plavins        | 2 - 0 | van Dorsten-van de Velde | 21-17, 23-21        |
| 28 giugno 2015 Market Square, Apeldoorn Durata: 0h:50 - Spettatori: | Grimalt-Grimalt          | 2 - 1 | Koshkarev-Barsouk        | 24-22, 19-21, 15-11 |
| 30 giugno 2015 Market Square, Apeldoorn Durata: 0h:52 - Spettatori: | Samoilovs-Plavins        | 2 - 1 | Grimalt-Grimalt          | 19-21, 21-19, 15-7  |
| 30 giugno 2015 Market Square, Apeldoorn Durata: 0h:52 - Spettatori: | van Dorsten-van de Velde | 2 - 1 | Koshkarev-Barsouk        | 17-21, 22-20, 19-17 |

#### Classifica
| Pos | Squadra                  | Pt | G | V | P | SV | SP | Ratio | PF  | PS  | Ratio |
| --- | ------------------------ | -- | - | - | - | -- | -- | ----- | --- | --- | ----- |
| 1   | Samoilovs-Plavins        | 6  | 3 | 3 | 0 | 6  | 1  | 6.000 | 144 | 125 | 1.152 |
| 2   | van Dorsten-van de Velde | 5  | 3 | 2 | 1 | 4  | 4  | 1.000 | 148 | 155 | 0.955 |
| 3   | Grimalt-Grimalt          | 4  | 3 | 1 | 2 | 4  | 5  | 0.800 | 158 | 161 | 0.981 |
| 4   | Koshkarev-Barsouk        | 3  | 3 | 0 | 3 | 2  | 6  | 0.333 | 152 | 161 | 0.944 |

### Girone G

#### Risultati
| 27 giugno 2015 Piazza Dam, Amsterdam Durata: 0h:34 - Spettatori: | Herrera-Gavira         | 2 - 0 | Stoyanovskiy-Yarzutkin | 21-15, 21-19        |
| 27 giugno 2015 Piazza Dam, Amsterdam Durata: 0h:34 - Spettatori: | Emanuel-Ricardo        | 2 - 0 | Ajanako-Scott          | 21-10, 21-16        |
| 28 giugno 2015 Piazza Dam, Amsterdam Durata: 0h:31 - Spettatori: | Herrera-Gavira         | 2 - 0 | Ajanako-Scott          | 21-10, 21-14        |
| 28 giugno 2015 Piazza Dam, Amsterdam Durata: 0h:52 - Spettatori: | Emanuel-Ricardo        | 2 - 1 | Stoyanovskiy-Yarzutkin | 17-21, 21-13, 18-16 |
| 30 giugno 2015 Piazza Dam, Amsterdam Durata: 0h:43 - Spettatori: | Stoyanovskiy-Yarzutkin | 2 - 0 | Ajanako-Scott          | 21-11, 21-16        |
| 30 giugno 2015 Piazza Dam, Amsterdam Durata: 0h:39 - Spettatori: | Emanuel-Ricardo        | 2 - 0 | Herrera-Gavira         | 24-22, 21-18        |

#### Classifica
| Pos | Squadra                | Pt | G | V | P | SV | SP | Ratio | PF  | PS  | Ratio |
| --- | ---------------------- | -- | - | - | - | -- | -- | ----- | --- | --- | ----- |
| 1   | Emanuel-Ricardo        | 6  | 3 | 3 | 0 | 6  | 1  | 6.000 | 143 | 116 | 1.233 |
| 2   | Herrera-Gavira         | 5  | 3 | 2 | 1 | 4  | 2  | 2.000 | 124 | 103 | 1.204 |
| 3   | Stoyanovskiy-Yarzutkin | 4  | 3 | 1 | 2 | 3  | 4  | 0.750 | 126 | 125 | 1.008 |
| 4   | Ajanako-Scott          | 3  | 3 | 0 | 3 | 0  | 6  | 0.000 | 77  | 126 | 0.611 |

### Girone H

#### Risultati
| 28 giugno 2015 Hofvijver, L'Aia Durata: 0h:32 - Spettatori: | Erdmann-Matysik | 2 - 0 | Goldschmidt-Williams | 21-13, 21-13        |
| 28 giugno 2015 Hofvijver, L'Aia Durata: 0h:34 - Spettatori: | Saxton-Schalk   | 2 - 0 | Krou-Rowlandson      | 21-14, 21-14        |
| 29 giugno 2015 Hofvijver, L'Aia Durata: 1h:09 - Spettatori: | Erdmann-Matysik | 2 - 1 | Krou-Rowlandson      | 24-26, 21-15, 16-14 |
| 29 giugno 2015 Hofvijver, L'Aia Durata: 0h:29 - Spettatori: | Saxton-Schalk   | 2 - 0 | Goldschmidt-Williams | 21-10, 21-12        |
| 30 giugno 2015 Hofvijver, L'Aia Durata: 0h:37 - Spettatori: | Krou-Rowlandson | 2 - 0 | Goldschmidt-Williams | 21-18, 21-16        |
| 30 giugno 2015 Hofvijver, L'Aia Durata: 0h:39 - Spettatori: | Erdmann-Matysik | 2 - 0 | Saxton-Schalk        | 21-19, 21-14        |

#### Classifica
| Pos | Squadra              | Pt | G | V | P | SV | SP | Ratio | PF  | PS  | Ratio |
| --- | -------------------- | -- | - | - | - | -- | -- | ----- | --- | --- | ----- |
| 1   | Erdmann-Matysik      | 6  | 3 | 3 | 0 | 6  | 1  | 6.000 | 145 | 114 | 1.272 |
| 2   | Saxton-Schalk        | 5  | 3 | 2 | 1 | 4  | 2  | 2.000 | 117 | 92  | 1.272 |
| 3   | Krou-Rowlandson      | 4  | 3 | 1 | 2 | 3  | 4  | 0.750 | 125 | 137 | 0.912 |
| 4   | Goldschmidt-Williams | 3  | 3 | 0 | 3 | 0  | 6  | 0.000 | 82  | 126 | 0.651 |

### Girone I

#### Risultati
| 27 giugno 2015 Hofvijver, L'Aia Durata: 0h:35 - Spettatori: | Hyden-Bourne      | 2 - 0 | Spijkers-Oude Elferink | 21-9, 21-14         |
| 27 giugno 2015 Hofvijver, L'Aia Durata: 0h:34 - Spettatori: | Gabathuler-Gerson | 2 - 0 | Rodríguez-Haddock      | 21-15, 21-11        |
| 28 giugno 2015 Hofvijver, L'Aia Durata: 0h:47 - Spettatori: | Gabathuler-Gerson | 2 - 0 | Spijkers-Oude Elferink | 21-16, 21-17        |
| 28 giugno 2015 Hofvijver, L'Aia Durata: 0h:42 - Spettatori: | Hyden-Bourne      | 2 - 0 | Rodríguez-Haddock      | 26-24, 21-19        |
| 29 giugno 2015 Hofvijver, L'Aia Durata: 0h:37 - Spettatori: | Hyden-Bourne      | 2 - 0 | Gabathuler-Gerson      | 21-15, 21-12        |
| 29 giugno 2015 Hofvijver, L'Aia Durata: 0h:55 - Spettatori: | Rodríguez-Haddock | 1 - 2 | Spijkers-Oude Elferink | 19-21, 21-16, 13-15 |

#### Classifica
| Pos | Squadra                | Pt | G | V | P | SV | SP | Ratio | PF  | PS  | Ratio |
| --- | ---------------------- | -- | - | - | - | -- | -- | ----- | --- | --- | ----- |
| 1   | Hyden-Bourne           | 6  | 3 | 3 | 0 | 6  | 0  | MAX   | 131 | 93  | 1.409 |
| 2   | Gabathuler-Gerson      | 5  | 3 | 2 | 1 | 4  | 2  | 2.000 | 111 | 101 | 1.099 |
| 3   | Spijkers-Oude Elferink | 4  | 3 | 1 | 2 | 2  | 5  | 0.400 | 108 | 137 | 0.788 |
| 4   | Rodríguez-Haddock      | 3  | 3 | 0 | 3 | 1  | 6  | 0.167 | 122 | 141 | 0.865 |

### Girone J

#### Risultati
| 27 giugno 2015 Piazza Dam, Amsterdam Durata: 0h:30 - Spettatori: | Lucena-Brunner      | 2 - 0 | Yakovlev-Kuleshov | 21-10, 21-14        |
| 27 giugno 2015 Piazza Dam, Amsterdam Durata: 0h:26 - Spettatori: | Semenov-Krasilnikov | 2 - 0 | Keemink-Vismans   | 21-12, 21-14        |
| 29 giugno 2015 Piazza Dam, Amsterdam Durata: 0h:39 - Spettatori: | Semenov-Krasilnikov | 2 - 0 | Yakovlev-Kuleshov | 21-17, 21-14        |
| 29 giugno 2015 Piazza Dam, Amsterdam Durata: 0h:40 - Spettatori: | Lucena-Brunner      | 2 - 0 | Keemink-Vismans   | 21-16, 21-13        |
| 30 giugno 2015 Piazza Dam, Amsterdam Durata: 0h:39 - Spettatori: | Semenov-Krasilnikov | 0 - 2 | Lucena-Brunner    | 21-23, 13-21        |
| 30 giugno 2015 Piazza Dam, Amsterdam Durata: 0h:39 - Spettatori: | Yakovlev-Kuleshov   | 1 - 2 | Keemink-Vismans   | 16-21, 21-17, 14-16 |

#### Classifica
| Pos | Squadra             | Pt | G | V | P | SV | SP | Ratio | PF  | PS  | Ratio |
| --- | ------------------- | -- | - | - | - | -- | -- | ----- | --- | --- | ----- |
| 1   | Lucena-Brunner      | 6  | 3 | 3 | 0 | 6  | 0  | MAX   | 128 | 87  | 1.471 |
| 2   | Semenov-Krasilnikov | 5  | 3 | 2 | 1 | 4  | 2  | 2.000 | 118 | 101 | 1.168 |
| 3   | Keemink-Vismans     | 4  | 3 | 1 | 2 | 2  | 5  | 0.400 | 109 | 135 | 0.807 |
| 4   | Yakovlev-Kuleshov   | 0  | 3 | 0 | 3 | 1  | 6  | 0.167 | 106 | 138 | 0.768 |

### Girone K

#### Risultati
| 27 giugno 2015 Market Square, Apeldoorn Durata: 0h:58 - Spettatori: | Gibb-Patterson            | 2 - 1 | Marco-García   | 18-21, 22-20, 15-10 |
| 27 giugno 2015 Market Square, Apeldoorn Durata: 0h:41 - Spettatori: | Álvaro Filho-Vitor Felipe | 2 - 0 | Bianchi-Azaad  | 21-16, 21-18        |
| 29 giugno 2015 Market Square, Apeldoorn Durata: 0h:51 - Spettatori: | Gibb-Patterson            | 2 - 1 | Bianchi-Azaad  | 19-21, 21-15, 15-9  |
| 29 giugno 2015 Market Square, Apeldoorn Durata: 0h:54 - Spettatori: | Álvaro Filho-Vitor Felipe | 1 - 2 | Marco-García   | 13-21, 21-16, 13-15 |
| 30 giugno 2015 Market Square, Apeldoorn Durata: 0h:53 - Spettatori: | Marco-García              | 2 - 1 | Bianchi-Azaad  | 16-21, 21-19, 15-10 |
| 30 giugno 2015 Market Square, Apeldoorn Durata: 0h:52 - Spettatori: | Álvaro Filho-Vitor Felipe | 1 - 2 | Gibb-Patterson | 12-21, 21-17, 10-15 |

#### Classifica
| Pos | Squadra                   | Pt | G | V | P | SV | SP | Ratio | PF  | PS  | Ratio |
| --- | ------------------------- | -- | - | - | - | -- | -- | ----- | --- | --- | ----- |
| 1   | Gibb-Patterson            | 6  | 3 | 3 | 0 | 6  | 3  | 2.000 | 163 | 139 | 1.173 |
| 2   | Marco-García              | 5  | 3 | 2 | 1 | 5  | 4  | 1.250 | 155 | 152 | 1.020 |
| 3   | Álvaro Filho-Vitor Felipe | 4  | 3 | 1 | 2 | 4  | 4  | 1.000 | 132 | 139 | 0.950 |
| 4   | Bianchi-Azaad             | 0  | 3 | 0 | 3 | 2  | 6  | 0.333 | 129 | 149 | 0.866 |

### Girone L

#### Risultati
| 27 giugno 2015 SS Rotterdam, Rotterdam Durata: 0h:45 - Spettatori: | Walkenhorst-Windscheif | 0 - 2 | Virgen-Ontiveros       | 19-21, 17-21        |
| 27 giugno 2015 SS Rotterdam, Rotterdam Durata: 0h:29 - Spettatori: | Pedro Solberg-Evandro  | 2 - 0 | Naceur-Belhaj          | 21-11, 21-9         |
| 29 giugno 2015 SS Rotterdam, Rotterdam Durata: 0h:40 - Spettatori: | Walkenhorst-Windscheif | 2 - 0 | Naceur-Belhaj          | 22-20, 21-19        |
| 29 giugno 2015 SS Rotterdam, Rotterdam Durata: 0h:36 - Spettatori: | Pedro Solberg-Evandro  | 0 - 2 | Virgen-Ontiveros       | 18-21, 11-21        |
| 30 giugno 2015 SS Rotterdam, Rotterdam Durata: 0h:29 - Spettatori: | Virgen-Ontiveros       | 2 - 0 | Naceur-Belhaj          | 21-13, 21-16        |
| 30 giugno 2015 SS Rotterdam, Rotterdam Durata: 0h:50 - Spettatori: | Pedro Solberg-Evandro  | 1 - 2 | Walkenhorst-Windscheif | 21-10, 18-21, 12-15 |

#### Classifica
| Pos | Squadra                | Pt | G | V | P | SV | SP | Ratio | PF  | PS  | Ratio |
| --- | ---------------------- | -- | - | - | - | -- | -- | ----- | --- | --- | ----- |
| 1   | Virgen-Ontiveros       | 6  | 3 | 3 | 0 | 6  | 0  | MAX   | 126 | 94  | 1.340 |
| 2   | Walkenhorst-Windscheif | 5  | 3 | 2 | 1 | 4  | 3  | 1.333 | 125 | 132 | 0.947 |
| 3   | Pedro Solberg-Evandro  | 4  | 3 | 1 | 2 | 3  | 4  | 0.750 | 122 | 108 | 1.130 |
| 4   | Naceur-Belhaj          | 0  | 3 | 0 | 3 | 0  | 6  | 0.000 | 88  | 127 | 0.693 |

### Raffronto tra le terze classificate di ogni gruppo
Le migliori otto accedono ai sedicesimi di finale
| Pos | Squadra                   | Pt | G | V | P | SV | SP | Ratio | PF  | PS  | Ratio |
| --- | ------------------------- | -- | - | - | - | -- | -- | ----- | --- | --- | ----- |
| 1   | Binstock-Schachter        | 5  | 3 | 2 | 1 | 4  | 2  | 2.000 | 123 | 105 | 1.171 |
| 2   | Kadziola-Szalankiewicz    | 4  | 3 | 1 | 2 | 4  | 4  | 1.000 | 140 | 123 | 1.138 |
| 3   | Álvaro Filho-Vitor Felipe | 4  | 3 | 1 | 2 | 4  | 4  | 1.000 | 132 | 139 | 0.950 |
| 4   | Grimalt-Grimalt           | 4  | 3 | 1 | 2 | 4  | 5  | 0.800 | 158 | 161 | 0.981 |
| 5   | Pedro Solberg-Evandro     | 4  | 3 | 1 | 2 | 3  | 4  | 0.750 | 122 | 108 | 1.130 |
| 6   | Stoyanovskiy-Yarzutkin    | 4  | 3 | 1 | 2 | 3  | 4  | 0.750 | 126 | 125 | 1.008 |
| 7   | Krou-Rowlandson           | 4  | 3 | 1 | 2 | 3  | 4  | 0.750 | 125 | 137 | 0.912 |
| 8   | Jefferson-Cherif          | 4  | 3 | 1 | 2 | 3  | 5  | 0.600 | 143 | 155 | 0.923 |
| 9   | Huber-Seidl               | 4  | 3 | 1 | 2 | 2  | 4  | 0.500 | 102 | 110 | 0.927 |
| 10  | O'Dea-Watson              | 4  | 3 | 1 | 2 | 2  | 4  | 0.500 | 112 | 123 | 0.911 |
| 11  | Keemink-Vismans           | 4  | 3 | 1 | 2 | 2  | 5  | 0.400 | 109 | 135 | 0.807 |
| 12  | Spijkers-Oude Elferink    | 4  | 3 | 1 | 2 | 2  | 5  | 0.400 | 108 | 137 | 0.788 |

## Fase a eliminazione diretta

### Tabellone

#### Parte alta
| Sedicesimi                | Sedicesimi            |                           |          | Ottavi   | Ottavi   |          |          | Quarti | Quarti |  |                       | Semifinali | Semifinali |
| 1 luglio                  | 1 luglio              | 2 luglio                  | 2 luglio | 2 luglio | 2 luglio | 4 luglio | 4 luglio |        |        |  |                       |            |            |
|                           |                       |                           |          |          |          |          |          |        |        |  |                       |            |            |
| Nummerdor-Varenhorst      | 2                     |                           |          |          |          |          |          |        |        |  |                       |            |            |
| Nummerdor-Varenhorst      | 2                     |                           |          |          |          |          |          |        |        |  |                       |            |            |
| Stoyanovskiy-Yarzutkin    | 0                     |                           |          |          |          |          |          |        |        |  |                       |            |            |
| Stoyanovskiy-Yarzutkin    | 0                     | Nummerdor-Varenhorst      | 2        |          |          |          |          |        |        |  |                       |            |            |
|                           |                       | Nummerdor-Varenhorst      | 2        |          |          |          |          |        |        |  |                       |            |            |
|                           | Semenov-Krasilnikov   | 1                         |          |          |          |          |          |        |        |  |                       |            |            |
| Nicolai-Lupo              | Semenov-Krasilnikov   | 1                         | 1        |          |          |          |          |        |        |  |                       |            |            |
| Nicolai-Lupo              |                       |                           | 1        |          |          |          |          |        |        |  |                       |            |            |
| Semenov-Krasilnikov       | 2                     |                           |          |          |          |          |          |        |        |  |                       |            |            |
| Semenov-Krasilnikov       | 2                     | Nummerdor-Varenhorst      | 2        |          |          |          |          |        |        |  |                       |            |            |
|                           |                       | Nummerdor-Varenhorst      | 2        |          |          |          |          |        |        |  |                       |            |            |
|                           | Hyden-Bourne          | 0                         |          |          |          |          |          |        |        |  |                       |            |            |
| Hyden-Bourne              | Hyden-Bourne          | 0                         | 2        |          |          |          |          |        |        |  |                       |            |            |
| Hyden-Bourne              |                       |                           | 2        |          |          |          |          |        |        |  |                       |            |            |
| Marco-García              | 0                     |                           |          |          |          |          |          |        |        |  |                       |            |            |
| Marco-García              | 0                     | Hyden-Bourne              | 2        |          |          |          |          |        |        |  |                       |            |            |
|                           |                       | Hyden-Bourne              | 2        |          |          |          |          |        |        |  |                       |            |            |
|                           | Erdmann-Matysik       | 1                         |          |          |          |          |          |        |        |  |                       |            |            |
| Erdmann-Matysik           | Erdmann-Matysik       | 1                         | 2        |          |          |          |          |        |        |  |                       |            |            |
| Erdmann-Matysik           |                       |                           | 2        |          |          |          |          |        |        |  |                       |            |            |
| Grimalt-Grimalt           | 0                     |                           |          |          |          |          |          |        |        |  |                       |            |            |
| Grimalt-Grimalt           | 0                     | Nummerdor-Varenhorst      | 2        |          |          |          |          |        |        |  |                       |            |            |
|                           |                       | Nummerdor-Varenhorst      | 2        |          |          |          |          |        |        |  |                       |            |            |
|                           |                       |                           |          |          |          |          |          |        |        |  | Pedro Solberg-Evandro | 1          |            |
| Brouwer-Meeuwsen          | 0                     |                           |          |          |          |          |          |        |        |  | Pedro Solberg-Evandro | 1          |            |
| Brouwer-Meeuwsen          | 0                     |                           |          |          |          |          |          |        |        |  |                       |            |            |
| Álvaro Filho-Vitor Felipe | 2                     |                           |          |          |          |          |          |        |        |  |                       |            |            |
| Álvaro Filho-Vitor Felipe | 2                     | Álvaro Filho-Vitor Felipe | 2        |          |          |          |          |        |        |  |                       |            |            |
|                           |                       | Álvaro Filho-Vitor Felipe | 2        |          |          |          |          |        |        |  |                       |            |            |
|                           | Virgen-Ontiveros      | 1                         |          |          |          |          |          |        |        |  |                       |            |            |
| Virgen-Ontiveros          | Virgen-Ontiveros      | 1                         | 2        |          |          |          |          |        |        |  |                       |            |            |
| Virgen-Ontiveros          |                       |                           | 2        |          |          |          |          |        |        |  |                       |            |            |
| van Dorsten-van de Velde  | 0                     |                           |          |          |          |          |          |        |        |  |                       |            |            |
| van Dorsten-van de Velde  | 0                     | Álvaro Filho-Vitor Felipe | 1        |          |          |          |          |        |        |  |                       |            |            |
|                           |                       | Álvaro Filho-Vitor Felipe | 1        |          |          |          |          |        |        |  |                       |            |            |
|                           | Pedro Solberg-Evandro | 2                         |          |          |          |          |          |        |        |  |                       |            |            |
| Herrera-Gavira            | Pedro Solberg-Evandro | 2                         | 0        |          |          |          |          |        |        |  |                       |            |            |
| Herrera-Gavira            |                       |                           | 0        |          |          |          |          |        |        |  |                       |            |            |
| Gonzalez-Nivaldo          | 2                     |                           |          |          |          |          |          |        |        |  |                       |            |            |
| Gonzalez-Nivaldo          | 2                     | Gonzalez-Nivaldo          | 1        |          |          |          |          |        |        |  |                       |            |            |
|                           |                       | Gonzalez-Nivaldo          | 1        |          |          |          |          |        |        |  |                       |            |            |
|                           | Pedro Solberg-Evandro | 2                         |          |          |          |          |          |        |        |  |                       |            |            |
| Pedro Solberg-Evandro     | Pedro Solberg-Evandro | 2                         | 2        |          |          |          |          |        |        |  |                       |            |            |
| Pedro Solberg-Evandro     |                       |                           | 2        |          |          |          |          |        |        |  |                       |            |            |
| Fijalek-Prudel            | 1                     |                           |          |          |          |          |          |        |        |  |                       |            |            |
| Fijalek-Prudel            | 1                     |                           |          |          |          |          |          |        |        |  |                       |            |            |

#### Parte bassa

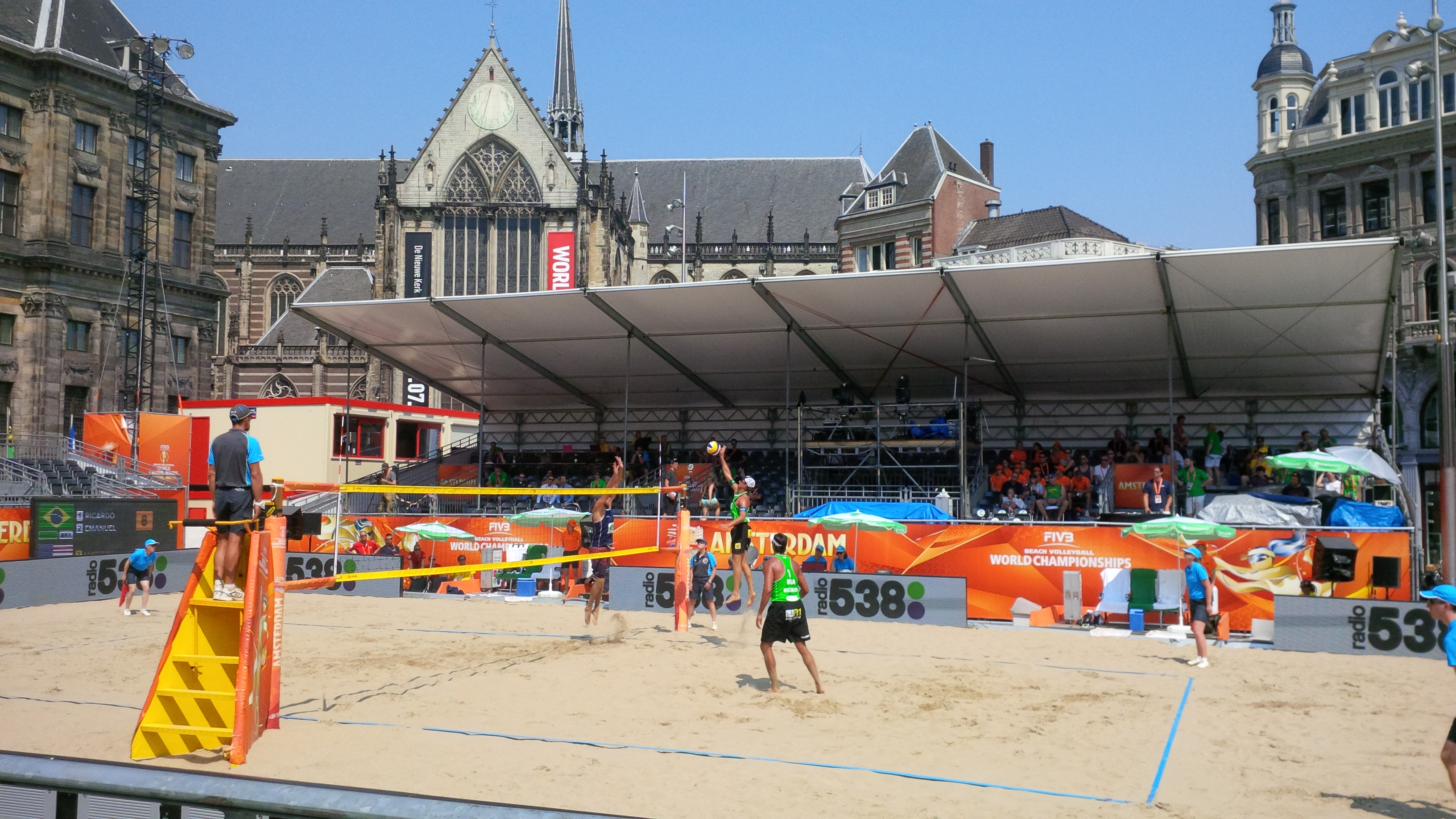
Ottavi di finale: Lucena e Brunner contro Emanuel e Ricardo sulla Piazza Dam ad Amsterdam.

| Sedicesimi             | Sedicesimi         |                      |          | Ottavi   | Ottavi   |          |          | Quarti | Quarti |  |                | Semifinali | Semifinali |
| 1 luglio               | 1 luglio           | 2 luglio             | 2 luglio | 2 luglio | 2 luglio | 4 luglio | 4 luglio |        |        |  |                |            |            |
|                        |                    |                      |          |          |          |          |          |        |        |  |                |            |            |
| Alison-Bruno Schmidt   | 2                  |                      |          |          |          |          |          |        |        |  |                |            |            |
| Alison-Bruno Schmidt   | 2                  |                      |          |          |          |          |          |        |        |  |                |            |            |
| Krou-Rowlandson        | 0                  |                      |          |          |          |          |          |        |        |  |                |            |            |
| Krou-Rowlandson        | 0                  | Alison-Bruno Schmidt | 2        |          |          |          |          |        |        |  |                |            |            |
|                        |                    | Alison-Bruno Schmidt | 2        |          |          |          |          |        |        |  |                |            |            |
|                        | Kapa-McHugh        | 0                    |          |          |          |          |          |        |        |  |                |            |            |
| Henriquez-Fañe         | Kapa-McHugh        | 0                    | 0        |          |          |          |          |        |        |  |                |            |            |
| Henriquez-Fañe         |                    |                      | 0        |          |          |          |          |        |        |  |                |            |            |
| Kapa-McHugh            | 2                  |                      |          |          |          |          |          |        |        |  |                |            |            |
| Kapa-McHugh            | 2                  | Alison-Bruno Schmidt | 2        |          |          |          |          |        |        |  |                |            |            |
|                        |                    | Alison-Bruno Schmidt | 2        |          |          |          |          |        |        |  |                |            |            |
|                        | Gibb-Patterson     | 0                    |          |          |          |          |          |        |        |  |                |            |            |
| Gibb-Patterson         | Gibb-Patterson     | 0                    | 2        |          |          |          |          |        |        |  |                |            |            |
| Gibb-Patterson         |                    |                      | 2        |          |          |          |          |        |        |  |                |            |            |
| Doppler-Horst          | 0                  |                      |          |          |          |          |          |        |        |  |                |            |            |
| Doppler-Horst          | 0                  | Gibb-Patterson       | 2        |          |          |          |          |        |        |  |                |            |            |
|                        |                    | Gibb-Patterson       | 2        |          |          |          |          |        |        |  |                |            |            |
|                        | Binstock-Schachter | 0                    |          |          |          |          |          |        |        |  |                |            |            |
| Samoilovs-Plavins      | Binstock-Schachter | 0                    | 1        |          |          |          |          |        |        |  |                |            |            |
| Samoilovs-Plavins      |                    |                      | 1        |          |          |          |          |        |        |  |                |            |            |
| Binstock-Schachter     | 2                  |                      |          |          |          |          |          |        |        |  |                |            |            |
| Binstock-Schachter     | 2                  | Alison-Bruno Schmidt | 2        |          |          |          |          |        |        |  |                |            |            |
|                        |                    | Alison-Bruno Schmidt | 2        |          |          |          |          |        |        |  |                |            |            |
|                        |                    |                      |          |          |          |          |          |        |        |  | Lucena-Brunner | 0          |            |
| Emanuel-Ricardo        | 2                  |                      |          |          |          |          |          |        |        |  | Lucena-Brunner | 0          |            |
| Emanuel-Ricardo        | 2                  |                      |          |          |          |          |          |        |        |  |                |            |            |
| Kadziola-Szalankiewicz | 0                  |                      |          |          |          |          |          |        |        |  |                |            |            |
| Kadziola-Szalankiewicz | 0                  | Emanuel-Ricardo      | 1        |          |          |          |          |        |        |  |                |            |            |
|                        |                    | Emanuel-Ricardo      | 1        |          |          |          |          |        |        |  |                |            |            |
|                        | Lucena-Brunner     | 2                    |          |          |          |          |          |        |        |  |                |            |            |
| Lucena-Brunner         | Lucena-Brunner     | 2                    | 2        |          |          |          |          |        |        |  |                |            |            |
| Lucena-Brunner         |                    |                      | 2        |          |          |          |          |        |        |  |                |            |            |
| Walkenhorst-Windscheif | 0                  |                      |          |          |          |          |          |        |        |  |                |            |            |
| Walkenhorst-Windscheif | 0                  | Lucena-Brunner       | 2        |          |          |          |          |        |        |  |                |            |            |
|                        |                    | Lucena-Brunner       | 2        |          |          |          |          |        |        |  |                |            |            |
|                        | Jefferson-Cherif   | 0                    |          |          |          |          |          |        |        |  |                |            |            |
| Saxton-Schalk          | Jefferson-Cherif   | 0                    | 1        |          |          |          |          |        |        |  |                |            |            |
| Saxton-Schalk          |                    |                      | 1        |          |          |          |          |        |        |  |                |            |            |
| Gabathuler-Gerson      | 2                  |                      |          |          |          |          |          |        |        |  |                |            |            |
| Gabathuler-Gerson      | 2                  | Gabathuler-Gerson    | 0        |          |          |          |          |        |        |  |                |            |            |
|                        |                    | Gabathuler-Gerson    | 0        |          |          |          |          |        |        |  |                |            |            |
|                        | Jefferson-Cherif   | 2                    |          |          |          |          |          |        |        |  |                |            |            |
| Jefferson-Cherif       | Jefferson-Cherif   | 2                    | 2        |          |          |          |          |        |        |  |                |            |            |
| Jefferson-Cherif       |                    |                      | 2        |          |          |          |          |        |        |  |                |            |            |
| Doherty-Mayer          | 0                  |                      |          |          |          |          |          |        |        |  |                |            |            |
| Doherty-Mayer          | 0                  |                      |          |          |          |          |          |        |        |  |                |            |            |

#### Fase finale
|  | Semifinali            | Semifinali            | Semifinali           |                      |                      | Finale                | Finale                | Finale   |  |
|  |                       |                       |                      |                      |                      |                       |                       |          |  |
|  | Nummerdor-Varenhorst  | Nummerdor-Varenhorst  | 2                    |                      |                      |                       |                       |          |  |
|  | Nummerdor-Varenhorst  | Nummerdor-Varenhorst  | 2                    |                      |                      |                       |                       |          |  |
|  | Pedro Solberg-Evandro | Pedro Solberg-Evandro | 1                    |                      |                      |                       |                       |          |  |
|  | Pedro Solberg-Evandro | Pedro Solberg-Evandro | 1                    |                      | Nummerdor-Varenhorst | Nummerdor-Varenhorst  | 1                     |          |  |
|  |                       |                       |                      |                      | Nummerdor-Varenhorst | Nummerdor-Varenhorst  | 1                     |          |  |
|  |                       |                       | Alison-Bruno Schmidt | Alison-Bruno Schmidt | 2                    |                       |                       |          |  |
|  | Alison-Bruno Schmidt  | Alison-Bruno Schmidt  | Alison-Bruno Schmidt | Alison-Bruno Schmidt | 2                    | 2                     |                       |          |  |
|  | Alison-Bruno Schmidt  | Alison-Bruno Schmidt  |                      |                      |                      | 2                     |                       |          |  |
|  | Lucena-Brunner        | Lucena-Brunner        | 0                    |                      |                      | 3º posto              | 3º posto              | 3º posto |  |
|  | Lucena-Brunner        | Lucena-Brunner        | 0                    |                      |                      |                       |                       |          |  |
|  |                       |                       |                      |                      |                      |                       |                       |          |  |
|  |                       |                       |                      |                      |                      | Pedro Solberg-Evandro | Pedro Solberg-Evandro | 2        |  |
|  |                       |                       |                      |                      |                      | Pedro Solberg-Evandro | Pedro Solberg-Evandro | 2        |  |
|  |                       |                       |                      |                      |                      | Lucena-Brunner        | Lucena-Brunner        | 0        |  |

### Sedicesimi
| 1 luglio 2015 Hofvijver, L'Aia Durata: 0h:31 - Spettatori:         | Nummerdor-Varenhorst  | 2 - 0 | Stoyanovskiy-Yarzutkin    | 21-19, 21-10        |
| 1 luglio 2015 Hofvijver, L'Aia Durata: 0h:58 - Spettatori:         | Nicolai-Lupo          | 1 - 2 | Semenov-Krasilnikov       | 21-17, 18-21, 14-16 |
| 1 luglio 2015 Hofvijver, L'Aia Durata: 0h:37 - Spettatori:         | Hyden-Bourne          | 2 - 0 | Marco-García              | 21-13, 21-18        |
| 1 luglio 2015 Hofvijver, L'Aia Durata: 0h:39 - Spettatori:         | Erdmann-Matysik       | 2 - 0 | Grimalt-Grimalt           | 21-17, 21-15        |
| 1 luglio 2015 SS Rotterdam, Rotterdam Durata: 0h:49 - Spettatori:  | Brouwer-Meeuwsen      | 0 - 2 | Álvaro Filho-Vitor Felipe | 19-21, 23-25        |
| 1 luglio 2015 SS Rotterdam, Rotterdam Durata: 0h:41 - Spettatori:  | Virgen-Ontiveros      | 2 - 0 | van Dorsten-van de Velde  | 21-19, 24-22        |
| 1 luglio 2015 SS Rotterdam, Rotterdam Durata: 0h:37 - Spettatori:  | Herrera-Gavira        | 0 - 2 | Gonzalez-Nivaldo          | 19-21, 20-22        |
| 1 luglio 2015 SS Rotterdam, Rotterdam Durata: 1h:01 - Spettatori:  | Pedro Solberg-Evandro | 2 - 1 | Fijalek-Prudel            | 21-15, 21-23, 15-13 |
| 1 luglio 2015 Market Square, Apeldoorn Durata: 0h:40 - Spettatori: | Alison-Bruno Schmidt  | 2 - 0 | Krou-Rowlandson           | 21-17, 21-14        |
| 1 luglio 2015 Market Square, Apeldoorn Durata: 0h:32 - Spettatori: | Henriquez-Fañe        | 0 - 2 | Kapa-McHugh               | 12-21, 15-21        |
| 1 luglio 2015 Market Square, Apeldoorn Durata: 0h:38 - Spettatori: | Gibb-Patterson        | 2 - 0 | Doppler-Horst             | 21-16, 22-20        |
| 1 luglio 2015 Market Square, Apeldoorn Durata: 0h:56 - Spettatori: | Samoilovs-Plavins     | 1 - 2 | Binstock-Schachter        | 21-14, 16-21, 17-19 |
| 1 luglio 2015 Piazza Dam, Amsterdam Durata: 0h:17 - Spettatori:    | Emanuel-Ricardo       | 2 - 0 | Kadziola-Szalankiewicz    | 21-13, 23-21        |
| 1 luglio 2015 Piazza Dam, Amsterdam Durata: 0h:45 - Spettatori:    | Lucena-Brunner        | 2 - 0 | Walkenhorst-Windscheif    | 21-18, 21-15        |
| 1 luglio 2015 Piazza Dam, Amsterdam Durata: 0h:54 - Spettatori:    | Saxton-Schalk         | 1 - 2 | Gabathuler-Gerson         | 17-21, 21-16, 12-15 |
| 1 luglio 2015 Piazza Dam, Amsterdam Durata: 0h:37 - Spettatori:    | Jefferson-Cherif      | 2 - 0 | Doherty-Mayer             | 21-18, 21-14        |

### Ottavi
| 2 luglio 2015 Hofvijver, L'Aia Durata: 1h:01 - Spettatori:         | Nummerdor-Varenhorst      | 2 - 1 | Semenov-Krasilnikov   | 21-17, 22-24, 15-12 |
| 2 luglio 2015 Hofvijver, L'Aia Durata: 0h:58 - Spettatori:         | Hyden-Bourne              | 2 - 1 | Erdmann-Matysik       | 21-19, 23-25, 15-9  |
| 2 luglio 2015 SS Rotterdam, Rotterdam Durata: 1h:07 - Spettatori:  | Álvaro Filho-Vitor Felipe | 2 - 1 | Virgen-Ontiveros      | 21-19, 19-21, 20-18 |
| 2 luglio 2015 SS Rotterdam, Rotterdam Durata: 0h:55 - Spettatori:  | Gonzalez-Nivaldo          | 1 - 2 | Pedro Solberg-Evandro | 19-21, 21-19, 11-15 |
| 2 luglio 2015 Market Square, Apeldoorn Durata: 0h:41 - Spettatori: | Alison-Bruno Schmidt      | 2 - 0 | Kapa-McHugh           | 21-15, 21-17        |
| 2 luglio 2015 Market Square, Apeldoorn Durata: 0h:36 - Spettatori: | Gibb-Patterson            | 2 - 0 | Binstock-Schachter    | 21-13, 21-14        |
| 2 luglio 2015 Piazza Dam, Amsterdam Durata: 0h:52 - Spettatori:    | Emanuel-Ricardo           | 1 - 2 | Lucena-Brunner        | 21-18, 18-21, 11-15 |
| 2 luglio 2015 Piazza Dam, Amsterdam Durata: 0h:37 - Spettatori:    | Gabathuler-Gerson         | 0 - 2 | Jefferson-Cherif      | 15-21, 13-21        |

### Quarti
| 2 luglio 2015 Hofvijver, L'Aia Durata: 0h:46 - Spettatori:         | Nummerdor-Varenhorst      | 2 - 0 | Hyden-Bourne          | 23-21, 23-21       |
| 2 luglio 2015 SS Rotterdam, Rotterdam Durata: 0h:50 - Spettatori:  | Álvaro Filho-Vitor Felipe | 1 - 2 | Pedro Solberg-Evandro | 14-21, 21-14, 8-15 |
| 2 luglio 2015 Market Square, Apeldoorn Durata: 0h:36 - Spettatori: | Alison-Bruno Schmidt      | 2 - 0 | Gibb-Patterson        | 21-12, 21-17       |
| 2 luglio 2015 Piazza Dam, Amsterdam Durata: 0h:52 - Spettatori:    | Lucena-Brunner            | 2 - 0 | Jefferson-Cherif      | 21-19, 21-19       |

### Semifinali
| 4 luglio 2015 Hofvijver, L'Aia Durata: 0h:54 - Spettatori: | Nummerdor-Varenhorst | 2 - 1 | Pedro Solberg-Evandro | 21-18, 21-23, 15-12 |
| 4 luglio 2015 Hofvijver, L'Aia Durata: 0h:38 - Spettatori: | Alison-Bruno Schmidt | 2 - 0 | Lucena-Brunner        | 21-17, 21-15        |

### Finale per il terzo posto
| 5 luglio 2015 Hofvijver, L'Aia Durata: 0h:39 - Spettatori: | Pedro Solberg-Evandro | 2 - 0 | Lucena-Brunner | 22-20, 21-13 |

### Finale
| 5 luglio 2015 Hofvijver, L'Aia Durata: 0h:57 - Spettatori: | Nummerdor-Varenhorst | 1 - 2 | Alison-Bruno Schmidt | 21-12, 14-21, 20-22 |